# Sufflamen fraenatum
Sufflamen fraenatum es una especie de peces de la familia Balistidae en el orden de los Tetraodontiformes.

## Morfología
Pueden llegar alcanzar los 38 cm de longitud total.

## Distribución geográfica
Se encuentra en las  costas del Índico y del Pacífico (desde el África Oriental hasta Hawái, las Islas Marquesas, Tuamotu y el sur del Japón.